# Certificato del casellario giudiziale
Il certificato del casellario giudiziale (conosciuto anche come fedina penale), in Italia, è un documento contenente provvedimenti in materia penale, civile e amministrativa riguardanti una persona. Il soggetto sul cui certificato non figurino condanne penali definitive è detto incensurato.

## Evoluzione normativa
Il regio decreto 6 dicembre 1865 n. 2644 istituì presso i tribunali il casellario giudiziale contenente tutti i provvedimenti e le sentenze emesse a carico di un soggetto. La composizione e la struttura del documento vennero modificati più volte nel corso del tempo; a partire dal 26 ottobre 2019, data di entrata in vigore del d.lgs. 2 ottobre 2018, n. 122 - emanato in attuazione della delega di cui all'articolo 1, commi 18 e 19, della legge 23 giugno 2017, n. 103 - cosiddetta "riforma Orlando" -  il certificato del casellario giudiziale riassume i certificati penali e civili e, per il cittadino italiano, contiene anche l'attestazione relativa alla sussistenza o meno di iscrizioni nel  casellario giudiziale europeo.

## Contenuto
Contiene le condanne penali passate in giudicato di una persona fisica. Il certificato vuoto risulta "nulla" — dalla dicitura che appare, in quel caso, nel certificato stesso. Comprende, fra gli altri:
- i provvedimenti penali di condanna definitivi e i provvedimenti afferenti all'esecuzione penale;
- i provvedimenti relativi alla capacità della persona: interdizione giudiziale, inabilitazione, interdizione legale, amministrazione di sostegno;
- i provvedimenti relativi ai fallimenti (i quali non sono più iscrivibili dal primo gennaio 2008);
- i provvedimenti di espulsione e i ricorsi avverso questi.

## Richiesta e gestione
Il certificato del casellario giudiziale può essere ottenuto dall'interessato o dal suo avvocato, tramite la lettura nell'archivio nazionale mantenuto dal Ministero della giustizia, e aggiornato dalle Cancellerie dei tribunali ordinari ogni qualvolta una condanna è confermata dalla Corte di cassazione ovvero diviene in altro modo definitiva.

## La visura
Le cancellerie rilasciano anche la visura (d.P.R. 14 novembre 2002, n. 313, "Testo Unico sul Casellario", art. 33). Nella visura risultano tutte le iscrizioni presenti nell'archivio del casellario giudiziale, incluse quelle che non appaiono nel certificato del casellario giudiziale non richiesto dall'autorità giudiziaria (ad esempio le sopraccitate condanne per le quali il giudice ha concesso la non menzione). Tuttavia, a differenza del certificato del casellario giudiziale, la visura
- non ha valore certificativo (è chiaramente scritto sul foglio che non ha valore di certificato),
- viene rilasciata all'interessato in forma completamente anonima, cioè priva dei dati anagrafici (con lo scopo sia di tutelare la privacy, sia di evitare che qualcuno la utilizzi come certificato).

## Il beneficio della "non menzione"
Se il giudice ha concesso il beneficio della non menzione, nel certificato del casellario giudiziale richiesto dai privati o in taluni casi dalla pubblica amministrazione alcune condanne o pronunce penali sono omesse; ciò permette ai condannati di risultare con la fedina penale pulita. La non menzione nel certificato del casellario giudiziale avviene anche in altri casi previsti dalla legge.
L'autorità giudiziaria italiana, in ogni caso, avrà sempre accesso all'elenco completo dei precedenti penali. Anche la pubblica amministrazione, in passato, poteva accedere all'elenco completo dei precedenti penali; a seguito della "riforma Orlando", invece, con l'introduzione del certificato selettivo, ciò è possibile solo se le condanne sono pertinenti con il procedimento amministrativo per il quale la P.A. richiede il certificato.

## Il certificato dei carichi pendenti
I procedimenti penali ancora pendenti trovano invece riscontro in un altro certificato, emesso dalla Procura della Repubblica presso il Tribunale che ha giurisdizione sul luogo di residenza dell'interessato (e non dal casellario giudiziale), che prende il nome di certificato dei carichi pendenti.